# 燕山区
燕山区是存在于1980年至1986年的一个北京市市辖区，管辖燕山石化区域，行政区划代码为110110。现存燕山地区包括房山区的东风街道、迎风街道、向阳街道和燕山区撤销后建立的星城街道，1991年成为北京市的五四学制试点区域。

## 区划沿革
- 1974年8月1日，北京市革命委员会批准设立石油化工区办事处（正区级），以房山县部分区域为其行政区域。

- 1980年10月20日，国务院批复北京市人民政府，批准“设燕山区，以房山县部分区域为其行政区域。”石油化工区办事处同时撤销[5]。

- 1986年11月11日，国务院批复北京市人民政府，批准”撤销房山县、燕山区，设立房山区。以原房山县和燕山区的行政区域为房山区的行政区域。”[6][7]

## 燕山办事处

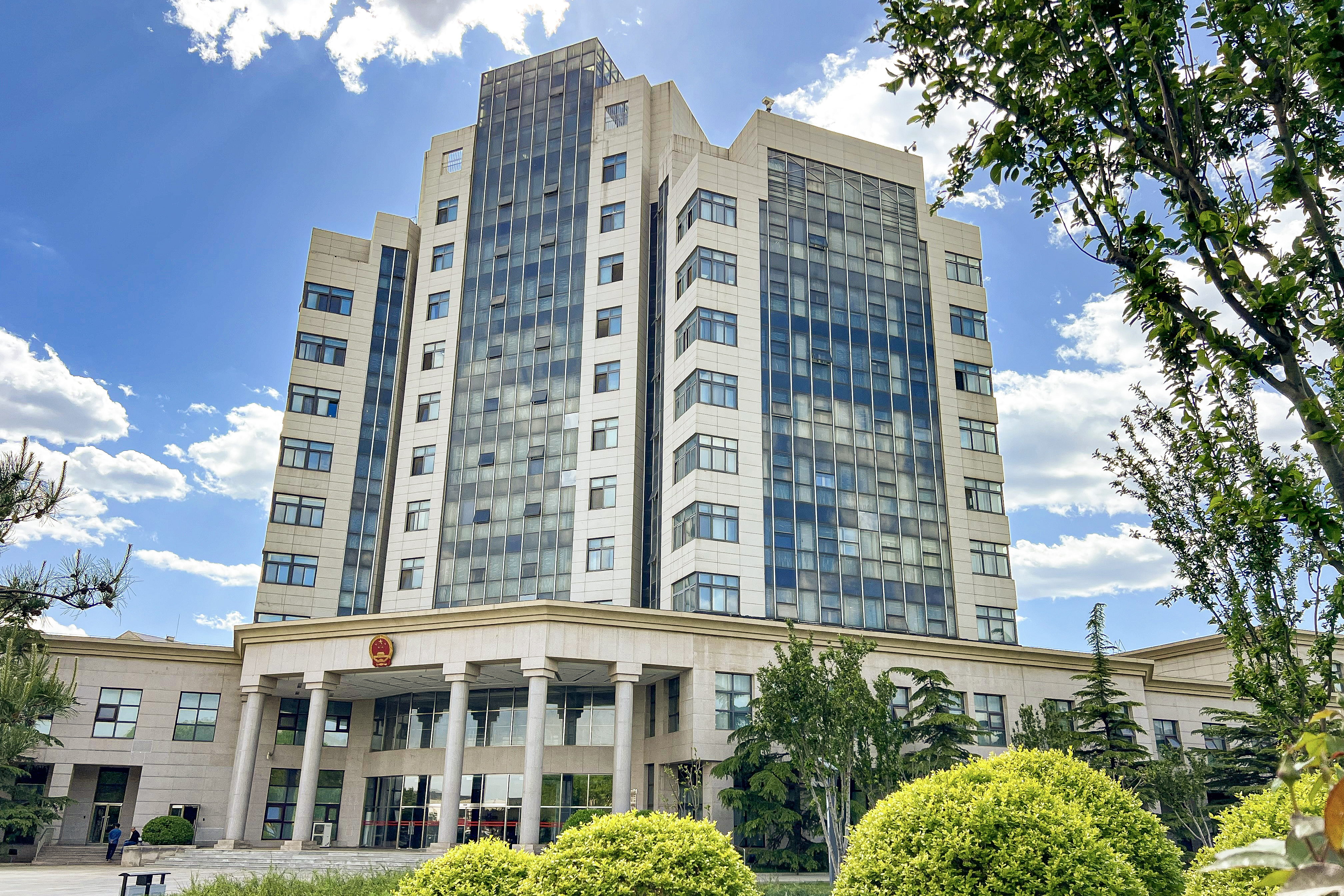
燕山办事处

北京市房山区燕山办事处是房山区政府1987年在原燕山区辖域设立的副局级派出机构，负责燕山地区全面工作。

## 备注
1. ↑  燕山区曾设有栗园街道，2002年9月并入向阳街道[2]